# Клэр, принцесса Люксембургская
Клэр, принцесса Люксембургская (нем. Prinzessin Claire von Luxemburg), в девичестве — Клэр Маргаре́та Ладема́хер (нем. Claire Margareta Lademacher; 21 марта 1985, Фильдерштадт, Баден-Вюртемберг, ФРГ) — немецкий биоэтик, супруга принца Феликса Люксембургского, второго сына великого герцога Люксембургского Анри и великой герцогини Марии Терезы.

## Биография

### Ранние годы
Клэр Маргарет Ладемахер родилась 21 марта 1985 года в немецком городе Фильдерштадт в семье Хартмута и Габриэлы Ладемахер. Её отец был основателем LHS Telekommunikation и владеет замками в Хорватии и Сен-Тропе. Его состояние оценивается в 600 млн евро, которое он вкладывает в развитие программного обеспечения. У Клэр есть младший брат Феликс, родившейся в городе Узинген. В возрасте 11 лет семья переехала в Атланту, где девочка поступила в местную Международную школу. В 1999 году семья вернулась в Германию. Клэр продолжила обучение в местной Международной школе. После её окончания поступила в международный швейцарский колледж Альпин Бо-Солей. В 2003 году она изучала международные коммуникации в Американском университете в Париже.
Получив степень бакалавра, Клэр работала в Condé Nast в Нью-Йорке и Мюнхене. Во время работы в издательстве она решила продолжить обучение в сфере биоэтики. Она поступила в католический институт Pontifical Athenaeum Regina Apostolorum и закончила его с красным дипломом. Во время учёбы работала в ЮНЕСКО в отделе биоэтики и прав человека, занималась научными исследованиями. В 2012 году Клэр работала в Риме, готовя диссертацию по биоэтическим оценкам донорства органов. Она охватывала данную проблему в пределах США, Австрии и Германии. Осенью 2012 года она находилась на стажировке в Институте этики имени Кеннеди.
Помимо родного немецкого, она говорит на английском, французском и итальянском языках.
Принцесса Клэр увлекается танцами, музыкой, фотографиями и путешествиями (в 2002 году совершила гуманитарную поездку в Индию); любит играть в волейбол, теннис, бадминтон, ездить на лыжах.

### Брак и дети
Своего будущего супруга, люксембургского принца Феликса, Клэр впервые встретила во время обучения в международном швейцарском колледже Альпин Бо-Солей. В сентябре 2012 года пара присутствовала вместе на свадьбе двоюродного брата Феликса эрцгерцога Австрийского Имре и Катерины Элизабет Уолкер, которая проходила в Вашингтоне, США. Вместе они появились и на свадьбе старшего брата Феликса наследного великого герцога Гийома и бельгийской графини Стефании де Ланнуа, которая состоялась 20 октября 2012 года в Люксембурге.
13 декабря великий герцог Анри объявил о помолвке своего второго сына принца Феликса и Клэр Ладемахер. Официальная пресс-конференция состоялась 27 декабря во дворце Берг. Гражданская церемония свадьбы состоялась 17 сентября 2013 года в городе Кёнигштайн, религиозная — 21 сентября в базилике Святой Марии Магдалины во французском коммуне Сен-Максимен-ла-Сент-Бом. Невеста была в платье от дизайнера Эли Сааб. Свадебную церемонию посетили все члены люксембургского королевского дома, сын монакской принцессы Каролины Пьер Казираги со своей будущей женой итальянской аристократкой и моделью Беатриче Борромео, принцы Лоран, Иоахим и Амедео Бельгийские, принцесса Мария Лаура Бельгийская, члены княжеской семьи Лихтенштейнов и дома Линь. После брака Клэр получила титул «Её Королевское Высочество принцесса Клэр Люксембургская». Супруги проживают на юге Франции в шато Les Crostes рядом с винным заводом, принадлежащего семье Ладемахер.
У пары трое детей:
- Её Королевское Высочество принцесса Амалия Габриэла Мария Тереза Нассауская родилась 15 июня 2014 года в больнице имени великой герцогини Шарлотты[англ.] в Люксембурге. Крестными новорожденной стали её дядя и тётя — Феликс Ладемахер и принцесса Александра. На данный момент принцесса Амалия занимает пятое место в наследовании люксембургского престола вслед за дядей, его двумя сыновьями и своим отцом[6][7].
- Его Королевское Высочество принц Лиам Анри Хартмут[8] родился 28 ноября 2016 года[9]. Новорожденного сына назвали Анри в честь дедушки великого герцога Анри, Хартмут в честь отца принцессы Клэр.
- Его Королевское Высочество принц Бальтазар Феликс Карл родился 7 января 2024 года.